# Sztuka celtycka

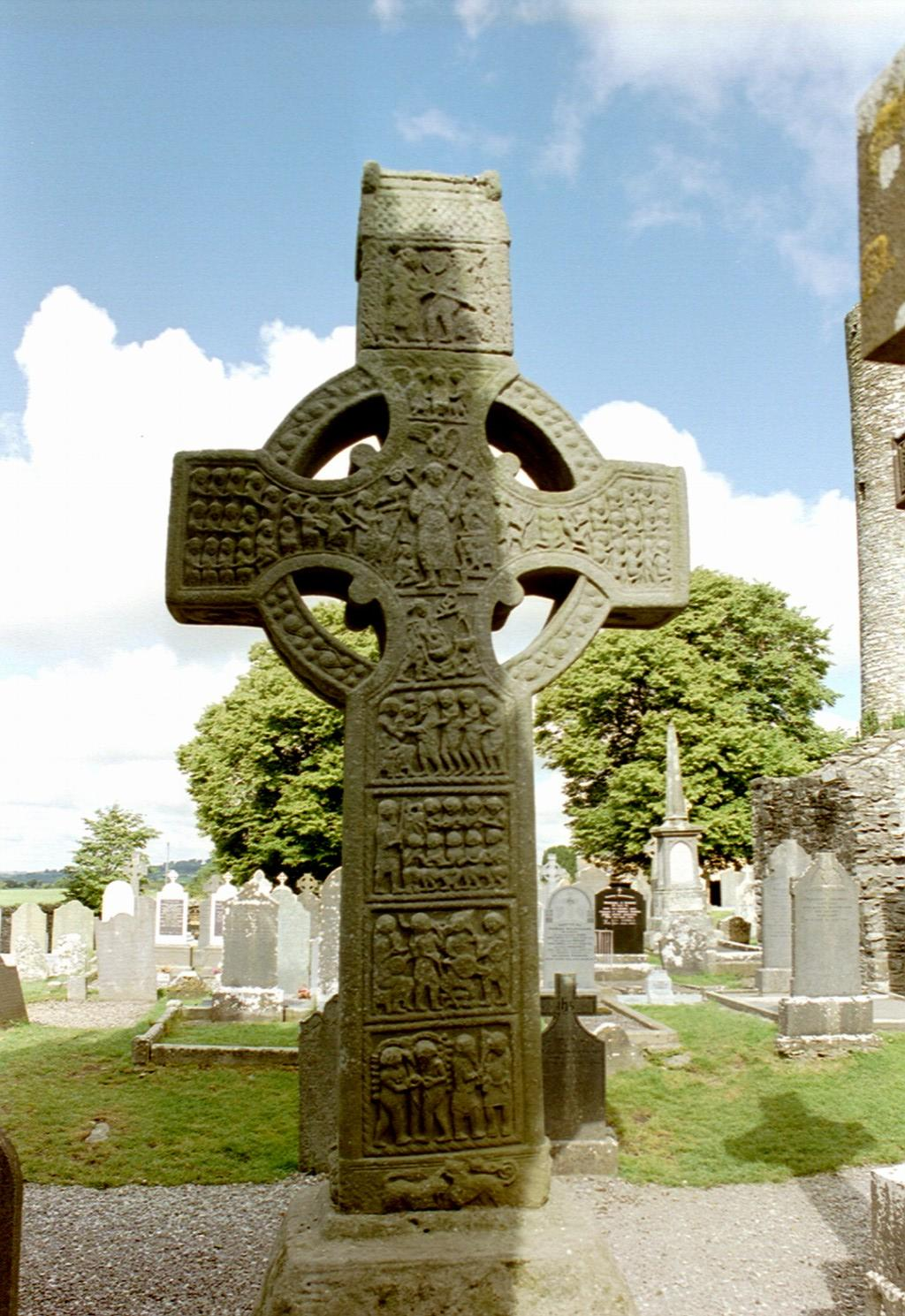
Krzyż Muiredacha – przykład typowego dla Irlandii wysokiego krzyża, X w. n.e.

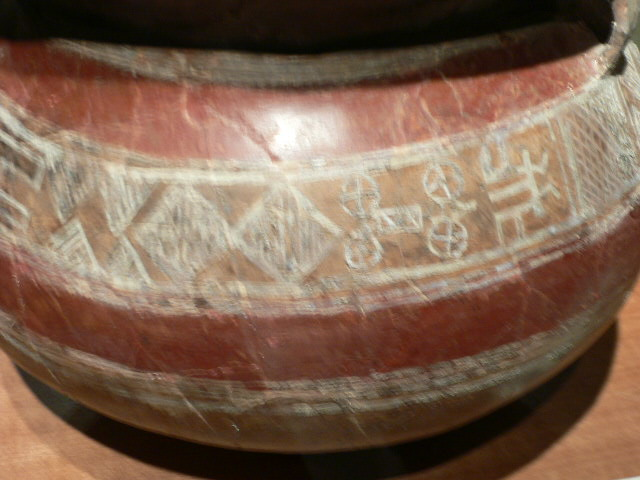
Ceramika celtycka

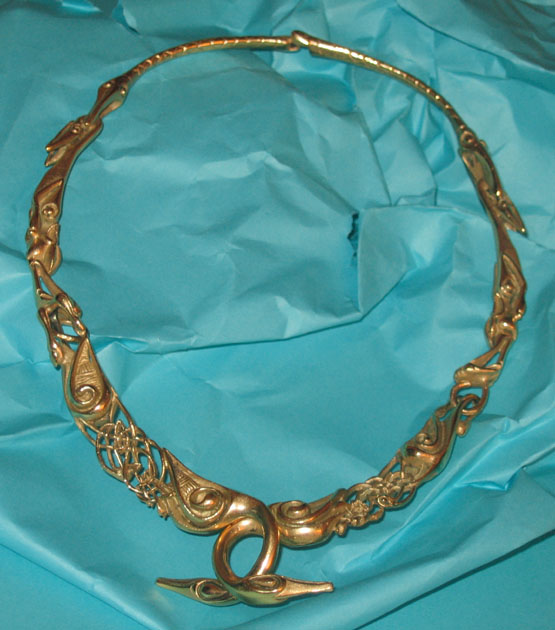
Galijski naszyjnik torques z brązu

Sztuka celtycka – bierze swój początek z kultury halsztackiej rozwijającej się od 800 p.n.e. do 400 p.n.e. na terenach po północnej stronie Alp. Podstawą bogactwa Celtów była umiejętność wytopu żelaza i wydobycie soli. Zasięg terytorialny oddziaływania kultury celtyckiej zmieniał się wraz z ekspansją plemion celtyckich i objął ziemie należące do Francji, Hiszpanii, Wielkiej Brytanii i Irlandii na zachodzie, po Grecję, Rzym, Galię na południu oraz Czechy, Śląsk i Małopolskę na wschodzie. Rozkwit sztuki celtyckiej przypada na okres lateński.

## Pochodzenie
Starożytne ludy, współcześnie zwane „Celtami”, mówiły językami, które miały wspólne pochodzenie od języków indoeuropejskich, które były znane jako ogólnoceltyckie lub praceltyckie. To wspólnie dzielone pochodzenie językowe zostało szeroko zaakceptowane przez naukowców, żeby wyróżnić ludy, które dzieliły wspólne południowo-zachodnioeuropejskie pochodzenie genetyczne, i które szerzyły swoją kulturę przez migrację i inwazje. Archeolodzy zidentyfikowali różne cechy kulturowe tych ludów, włączając style sztuki, i określili kulturę, jako pochodzącą z wczesnej kultury Hallstatt i La Tène. Bardziej współczesne badania genetyczne wskazały jednak, że nie wszystkie grupy celtyckie miały wspólnych przodków, co sugeruje, że przemieszczanie się ludności nie było konieczne do rozpowszechniania i szerzenia się kultury. Stopień, do którego język celtycki, kultura i genetyka zbiegały się i oddziaływały na siebie w ciągu okresów prehistorycznych pozostaje bardzo niepewny i kontrowersyjny.
Termin „Celt” był używany w okresie klasycznych jako synonim dla słowa „Gal”. Jego angielska forma jest zaświadczona od 1607 roku. W późnym wieku XVII, w swojej pracy Edward Lhuyd zwrócił uwagę na historyczne połączenia pomiędzy ludami mówiącymi po galijsku, brytońsku i gaelicku. Od tego momentu termin ten stosowany był nie tylko w odniesieniu do kontynentalnych Celtów, ale również tych w Brytanii i Irlandii. Później w XVIII wieku zainteresowanie „prymitywizmem” prowadzącym do pojęcia „szlachetny dzikus”, przyniosło falę zainteresowania Celtami i druidyzmem. „Odrodzenie Irlandzkie” nastąpiło po Uchwale o Wyzwoleniu Katolików w 1892 roku jako świadoma próba zademonstrowania tożsamości narodu irlandzkiego, następnie wspólnie z jego odpowiednikami w innych krajach zostało nazwane „Odrodzeniem celtyckim”.

## Architektura
Początkowo Celtowie zamieszkiwali otwarte osady, zamienione w II wieku p.n.e. w umocnione oppida, najczęściej usytuowane na wzgórzach. Często opiddia były rozległymi warowniami założonymi na planie koncentrycznym. Chronione wałami ziemno-drewnianymi, czasem kamienno-drewnianymi. Umocniony obszar zajmował niekiedy dużą powierzchnię. Odkryte w Kelheim oppidum to obszar o powierzchni 650 ha i obwodzie 13 km, Manching zajmował powierzchnię 400 ha, Eisenstadt 150 ha, Hradištĕ koło Závistu 170 ha. Często stosowano dodatkowy podział wewnątrz umocnień wydzielając mniejszą, ważniejszą siedzibę władcy i ośrodek kultu. Oppidia zakładano na terenach zagrożonych najazdami, w Szkocji i Irlandii ich nie odkryto.
Celtyckie domy budowano zazwyczaj z drewna na planie prostokąta. Na Wyspach Brytyjskich większość stanowią budynki na planie koła. Z czasem zaczęto stosować kamienne fundamenty, a w czasach rzymsko-galijskich zamożni Celtowie zaczęli wzorować się na rzymskich willach ogrzewanych ciepłym powietrzem i wyposażonych w kanalizację.
Świątynie budowano na ogół z kamienia na planie prostokąta (południowa Francja, Hiszpania) lub koła (północna Francja, Wielka Brytania). W Europie miejsca kultu otaczano wałami ziemnymi na planie czworoboku.

## Rzeźba
Przedstawienia figuralne spotykane są już pod koniec okresu halsztackiego. W okresie lateńskim, dzięki licznym kontaktom handlowym z Etruskami wzorowane są na ich sztuce, ale cechują się znacznie większą abstrakcją formy odbiegającą od wizerunków realistycznych. Drobne formy rzeźbiarskie w formie twarzy ludzkich stosowano jako ozdoby naczyń. Trójkątne symetryczne oblicza o wypukłych oczach pod mocno zarysowanymi brwiami i wywiniętych wargach bardziej przypominają demoniczne maski lub karykatury. Odnaleziony w Pfalzfeld (Niemcy) obelisk, datowany na IV–III wiek p.n.e., ozdobiony jest brodatymi głowami. W Prowansji (Entremont) odkryto płaskorzeźby w formie czaszek i głów zdobiące podpory i nadproża celtyckich świątyń. W Bouches-du-Rhône odnaleziono rzeźbę związaną z celtycką mitologią, zwaną Potworem z Noves. Przedstawia ona podobne do lwa, siedzące zwierzę pożerające człowieka (z gęby wystaje ludzka ręka). Łapy potwora oparte są na dwóch ściętych, ludzkich głowach. Motyw obciętej głowy związany jest z celtyckim zwyczajem ścinania głów pokonanym wojownikom i przytwierdzania ich w formie trofeum do tarcz i ścian domów.
W sanktuariach odnaleziono też wiele drobnych form rzeźbiarskich przedstawiających zwierzęta, np. dziki, jelenie, byki czy niedźwiedzie, występujące w mitologii celtyckiej.
Wśród znalezisk archeologicznych zachowało się niewiele pełnych rzeźb wykonywanych najczęściej z drewna, czasem z kamienia. Postacie ludzkie przypominają pnie drzew, w których wyraźniej zarysowana jest jedynie głowa. Możliwe, że był to efekt zamierzony, związany z obrzędami odprawianymi przez druidów w świętych gajach, a rzeźby miały nieznane nam znaczenie symboliczne.

## Rzemiosło

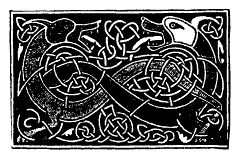
Celtycki „wieczny węzeł”

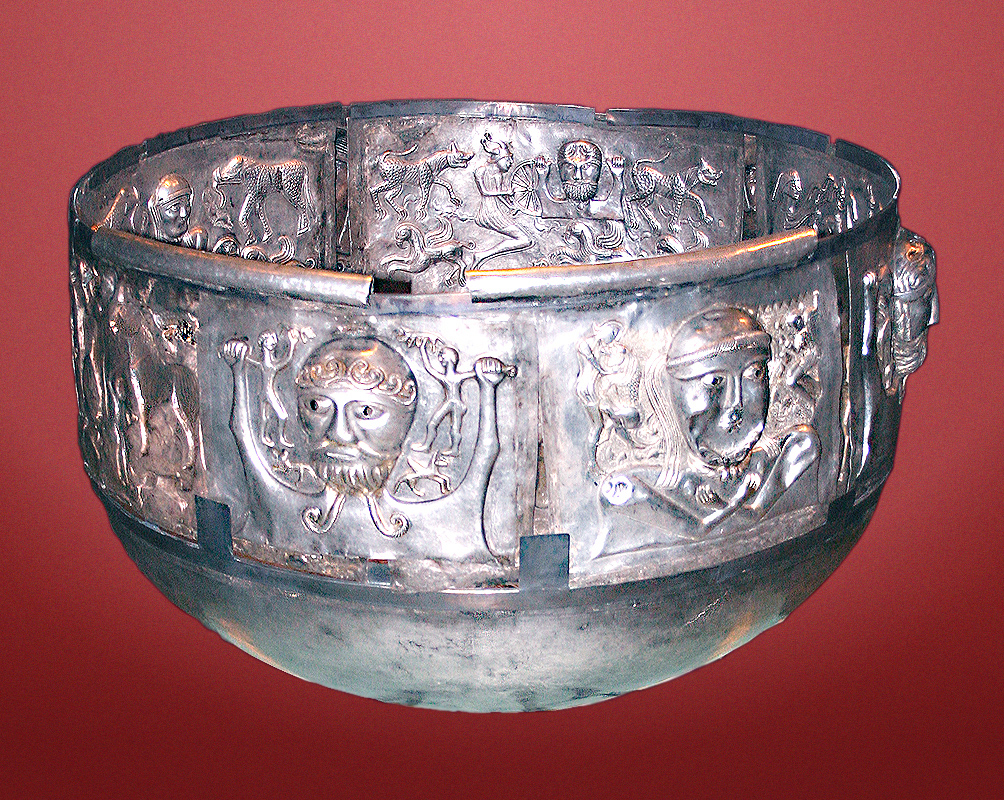
Kocioł z Gundestrup

Najstarsze wyroby ceramiczne datowane są na późny okres halsztacki. Zdobią je wielobarwne, geometryczne wzory wykonane rylcem, metodą stemplowania albo technikami malarskimi. W okresie lateńskim przeważają naczynia siwe, zdobione wzorami złożonymi z krzywoliniowych kompozycji. Ze sztuki greckiej zapożyczono motyw palmety, w tym samym czasie pojawia się też kwiat lotosu. Dekoracje inspirowane tymi wzorami cechuje większa abstrakcja i fantazyjność motywu. Celtyccy garncarze używali koła, a do gliny dodawali grafit, zwiększając w ten sposób trwałość naczyń i nadając im specyficzny odcień.
Wielobarwna dekoracja naczyń glinianych najprawdopodobniej zapoczątkowała stosowanie czerwonej emalii i inkrustacji z koralu do uzupełnienia ornamentów złożonych z krzywoliniowych motywów kół, spiral i wolut na wyrobach metalowych. Najczęściej spotykane wyroby to okucia uzbrojenia (owalnych tarcz, mieczy i ich pochew, do rzadszych znalezisk należą hełmy używane raczej podczas parad niż bojów), uprzęży i rydwanów, ozdób w kształcie zapinek (tzw. fibule), łańcuchowych pasów, naszyjników torque. Zazwyczaj wykonywano je z pozłacanego brązu. Spotykane są też wyroby z metali szlachetnych i z żelaza.
Często stosowanym motywem zdobniczym jest tzw. „wieczny węzeł” – ciągła linia, bez początku i końca, splątana w misterny wzór.
Do rzadkich znalezisk należą wyroby zdobione scenami rytualnymi. Dlatego wyjątkową pozycję zajmuje kocioł z Gundestrup (Dania) znaleziony w 1891 r. Srebrne naczynie wiązane ze sztuką wschodnioceltycką, datowane najczęściej na II-I wiek p.n.e. ozdobione jest płaskorzeźbą przedstawiającą ofiarę składaną Teutatesowi, utożsamianemu później z Marsem oraz przedstawianego z rogami jelenia boga Cernunnosa. Stylizowane postacie oraz ornament zapełniają całą powierzchnię odnalezionych fragmentów naczynia.
Stylizowane motywy zdobnicze inspirowane światem roślinnym i zwierzęcym, zarysowane delikatnymi, splątanymi liniami, wypełniają całą powierzchnię przedmiotu. W przeciwieństwie do realizmu sztuki greckiej i rzymskiej cechuje ją abstrakcja, iluzja i zagadkowość. Jest to odzwierciedlenie zaobserwowanego przez starożytnych Greków i Rzymian zamiłowania Celtów do operowania przenośnią, aluzją i niedomówieniem. Celtyckie wątki zdobnicze przetrwały do średniowiecza, odradzając się w linearnych motywach iluminowanych rękopisów powstających w irlandzkich klasztorach („styl nowoceltycki”, również w złotnictwie w okresie VII-IX w.)